# Тойрль, Мария
Мария Тойрль (нем. Maria Theurl, род. 11 августа 1966 года в Аслинге, Австрия) - известная австрийская лыжница, призёрка чемпионата мира и этапа Кубка мира. Жена австрийского лыжника Ахима Валхера.
В Кубке мира Тойрль дебютировала в 1988 году, в феврале 1999 года единственный раз в карьере попала в тройку лучших на этапе Кубка мира, в гонке на 15 км. Кроме этого имеет на своём счету 9 попаданий в десятку лучших на этапах Кубка мира, все в дистанционных гонках. Лучшим достижением Тойрль в общем итоговом зачёте Кубка мира является 17-е место в сезоне 1998/99.
На Олимпиаде-1988 в Калгари была 34-й в гонке на 5 км классикой, также стартовала в гонке на 10 км классикой, но сошла с дистанции.
На Олимпиаде-1998 в Нагано, приняла участие в трёх гонках: 5 км классикой - 15-е место, гонка преследования 5+10 км - 13-е место, 30 км свободным ходом - 6-е место, кроме того была заявлена в гонке на 15 км классическим стилем, но не вышла на старт.
За свою карьеру участвовала в трёх чемпионатах мира, на чемпионате мира 1999 года завоевала бронзовую медаль в гонке на 15 км свободным стилем.